# New Waterford (Ohio)
New Waterford es una villa ubicada en el condado de Columbiana en el estado estadounidense de Ohio. En el Censo de 2010 tenía una población de 1238 habitantes y una densidad poblacional de 538,89 personas por km².

## Geografía
New Waterford se encuentra ubicada en las coordenadas 40°50′53″N 80°37′9″O / 40.84806, -80.61917. Según la Oficina del Censo de los Estados Unidos, New Waterford tiene una superficie total de 2.3 km², de la cual 2.3 km² corresponden a tierra firme y (0%) 0 km² es agua.

## Demografía
Según el censo de 2010, había 1238 personas residiendo en New Waterford. La densidad de población era de 538,89 hab./km². De los 1238 habitantes, New Waterford estaba compuesto por el 98.14% blancos, el 0.16% eran afroamericanos, el 0.24% eran amerindios, el 0.48% eran asiáticos, el 0% eran isleños del Pacífico, el 0.08% eran de otras razas y el 0.89% pertenecían a dos o más razas. Del total de la población el 0.65% eran hispanos o latinos de cualquier raza.